# Apalonychus rufulus
Apalonychus rufulus är en skalbaggsart som beskrevs av François Louis Nompar de Caumont de Laporte 1840. Apalonychus rufulus ingår i släktet Apalonychus och familjen Hybosoridae. Inga underarter finns listade i Catalogue of Life.